# San Cristóbal de La Laguna
San Cristobal De La Laguna, popularmente conhecida como La Laguna, é uma cidade localizada na Comunidade Autônoma Canárias, província de Santa Cruz de Tenerife, na Ilha de Tenerife, pertencente a Espanha. É uma região cujo urbanismo é tipicamente espanhol.
Sua capital administrativa está localizada na cidade de San Cristóbal de La Laguna, situada a 545 m sobre o nível do mar. Com 157.503 habitantes, La Laguna é a segunda cidade mais populosa de Tenerife e a terceira do Arquipélago Canário. Situada a nordeste da Ilha de Tenerife junto à cidade de Santa Cruz de Tenerife com a qual é física e urbanisticamente semelhante, por isso são consideradas cidades gêmeas. A cidade faz parte da Área metropolitana de Santa Cruz de Tenerife junto com El Rosario, Tegueste, Tacoronte, El Sauzal e a própria Santa Cruz.
A cidade foi declarada Património da Humanidade pela Unesco em 1999 por ser exemplo único de cidade colonial não murada. Nela se radicam o Conselho Consultivo das Canarias, o Instituto de Astrofísica das Canarias, a Diocese de Tenerife, o Aeroporto de Tenerife Norte  e o Hospital Universitário das Canárias. Ademais também é sede da primeira Universidade fundada nas Canárias e o primeiro e mais antigo instituto ativo no arquipélago pelo qual La Laguna foi historicamente considerada o centro intelectual das Ilhas Canárias. Foi sede da Capitania General de Canárias (1656-1723) e até foi a capital de fato do Arquipélago Canário.

## Topônimo

San Cristóbal de La Laguna

O nome aborígene guanche se refere aos antigos habitantes de Tenerife, Ilhas Canárias, que pertencem a Espanha. Região cujo urbanismo é tipicamente espanhol e já se chamou Aguere, que era o nome de uma antiga lagoa ou lago que existia no lugar. San Cristóbal de La Laguna tem esse nome, pois a cidade foi fundada na borda da referida lagoa e em data próxima ao festival de São Cristovão De Lícia. O nome atual, San Cristóbal de la Laguna, só foi atribuído à cidade em 27 de julho de 1496.
Segundo a história São Cristóvão teve que cruzar tal lagoa carregando o Menino Jesus no ombro, por isso passou a simbolizar a fortaleza da cidade, seu futuro e seu vínculo com a Igreja Católica, o slogan "de La Laguna" é a razão da citada lagoa de Aguere. Também se pode chamá-la "Cidade dos Adelantados" por ter vivido nela o Adelantado Afonso Fernández de Lugo e seus descendentes. A "Cidade de Aguere" é assim chamada em razão de seu nome aborígene.

## Geografia
A cidade está sobre uma formação da atividade eruptiva de cones vulcânicos situados entre a Cordilheira Dorsal e o Maciço de Anaga, cujas emissões basálticas correspondem às formações mais recentes da ilha, antigamente a Vega Laguna era um barranco de uma rede hidrográfica do Maciço de Anaga em direção sudoeste desta zona, derramando suas águas no mar.

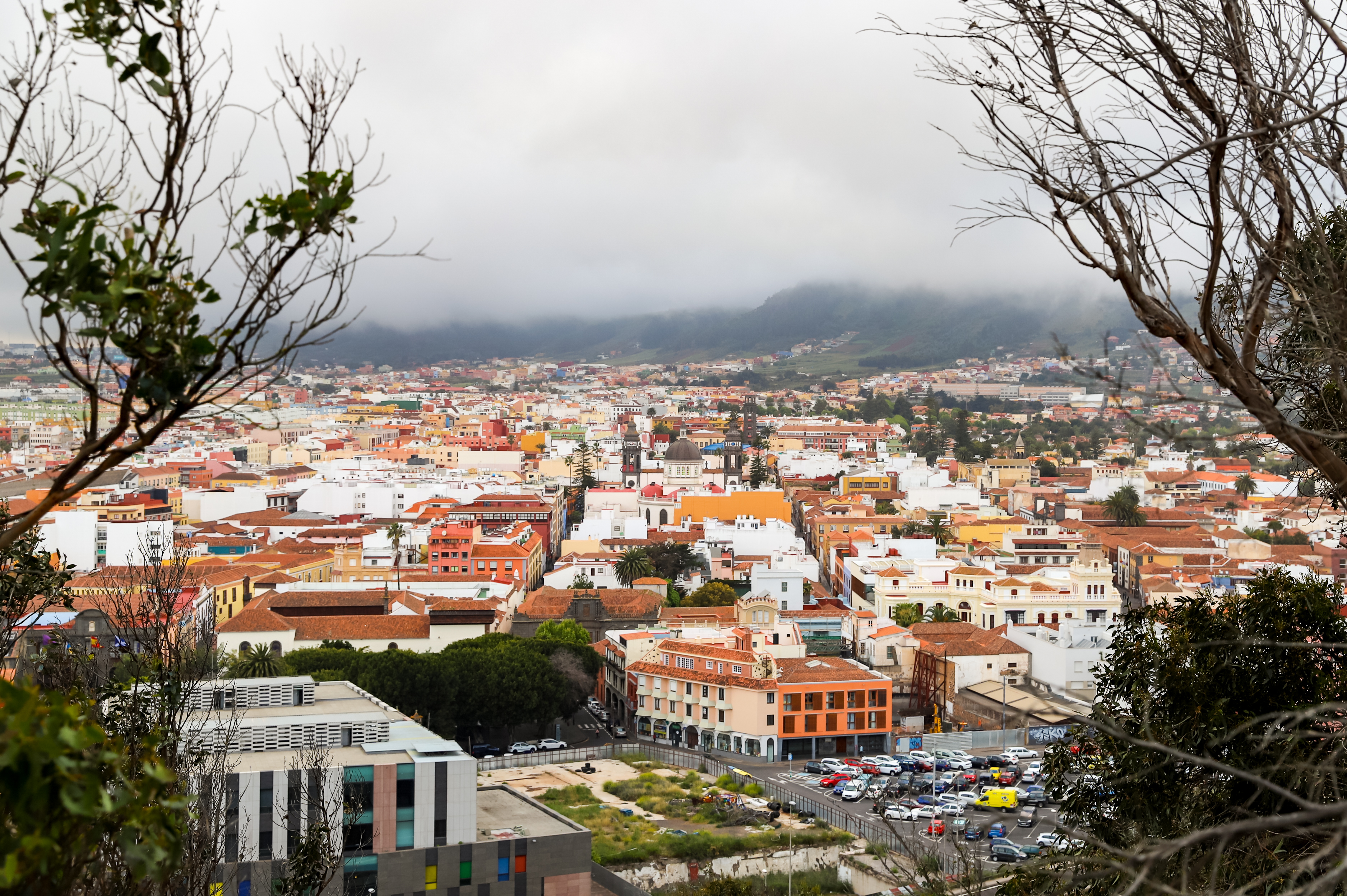

Os fluxos de lava procedentes do Campo Vulcânico da Esperança se derramaram nessa área em direção Norte e Leste, penetrando algumas delas pelo canal do barranco, fechando seu curso, posteriormente se formou uma lagoa com os aportes de água de chuva, cujo volume era maior do que o das perdas sofridas por evaporação. A violência de uma erosão provocou uma rápida sedimentação durante o quaternário que progressivamente se formou no fundo da lagoa permitindo a formação de siltes argilosas com ausências de granulometrias grossas e potência variável, superando em alguns lugares 20 metros de potência.
Do ponto de vista Geológico os sedimentos são muito importantes e se destacam Los Rodeos e La Esperanza.  Com o assentamento o processo sedimentar se intensificou e as quebras desprezaram o bosque em direção Nordeste do plano, até a era moderna, seu limite chega ao monte das Mercedes. O solo, sem cobertura vegetal, erodiu mais facilmente. Em 1799 era apenas um pântano e desapareceu definitivamente em 1837. A terra passou por um tratamento no qual seu fundo foi elevado. Assim a região oferecia boas condições para o cultivo e obtenção de madeira e pedra, sem necessitar de grandes trabalhos para os transportar.

### Localização
O município de La Laguna está situado ao noroeste da Ilha de Tenerife, no Vale de Aguere, entre o Maciço de Anaga e o monte de La Esperanza. Faz divisa com os municípios de Santa Cruz de Tenerife, El Rosario (Espanha) e Tacoronte, rodeando completamente o município de Tegueste.

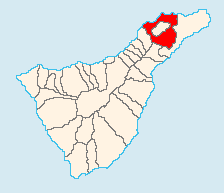
Localização de San Cristóbal de La Laguna na ilha de Tenerife

Ao centro da ilha há uma extensa Vega rodeada de Montanhas onde está situada a cidade de San Cristóbal de La Laguna, possui um cinturão de bairros populares entre os quais há destaque para San Roque (Espanha), El Timple, Gracia, San Benito entre outros. Ao Sul fica a zona que apresenta grande desenvolvimento urbanos e econômico, incluindo a Costa e o Taco com seus diversos bairros dormitórios. Ao Norte, a costa e a região agrícola de Tejina e Vale de Guerra, e a turística Maré Baixa e a Ponta do Fidalgo. A Oeste o município se expande por Geneto e Los Baldios e se preserva de forma residencial e rústica em Guamasa e El Ortigal. A Leste o município se estende pelo Maciço de Anaga onde se destacam os assentamentos rurais de jardim, as Mercedes entre outros.
Possui uma extensão de 102,05 km², ocupando o oitavo posto da extensão da Ilha de Tenerife.
A maior altitude do município se encontra na cota conhecida  como Cruz de Taborno, a 1.020 metros de altitude.

### Clima
San Cristóbal de La Laguna conta com um clima mediterrâneo oceânico de acordo com a classificação climática de Koopen, o clima de San Cristóbal de La Laguna é muito agradável:
| Meses     | Temperatura máxima (°C) | Temperatura média (°C) | Temperatura Mínima da água (°C) |
| Janeiro   | 20,2                    | 19,8                   | 19,4                            |
| Fevereiro | 19,3                    | 19                     | 18,7                            |
| Março     | 19,2                    | 18,9                   | 18,7                            |
| Abril     | 19,8                    | 19,4                   | 19,2                            |
| Maio      | 20,7                    | 20,3                   | 19,6                            |
| Junho     | 22,1                    | 21,5                   | 20,8                            |
| Julho     | 23                      | 22,3                   | 22                              |
| Agosto    | 23,8                    | 23,3                   | 22,9                            |
| Setembro  | 24,2                    | 24,1                   | 23,8                            |
| Outubro   | 24,2                    | 23,8                   | 23,4                            |
| Novembro  | 23,2                    | 22,4                   | 21,6                            |
| Dezembro  | 21,6                    | 20,9                   | 20,1                            |
| --------- | ----------------------- | ---------------------- | ------------------------------- |

### Demografia
| Variação demográfica do município entre 1991 e 2004 | Variação demográfica do município entre 1991 e 2004 | Variação demográfica do município entre 1991 e 2004 | Variação demográfica do município entre 1991 e 2004 |
| --------------------------------------------------- | --------------------------------------------------- | --------------------------------------------------- | --------------------------------------------------- |
| 1991                                                | 1996                                                | 2001                                                | 2004                                                |
| 110 895                                             | 121 769                                             | 128 822                                             | 137 314                                             |

#### Religião

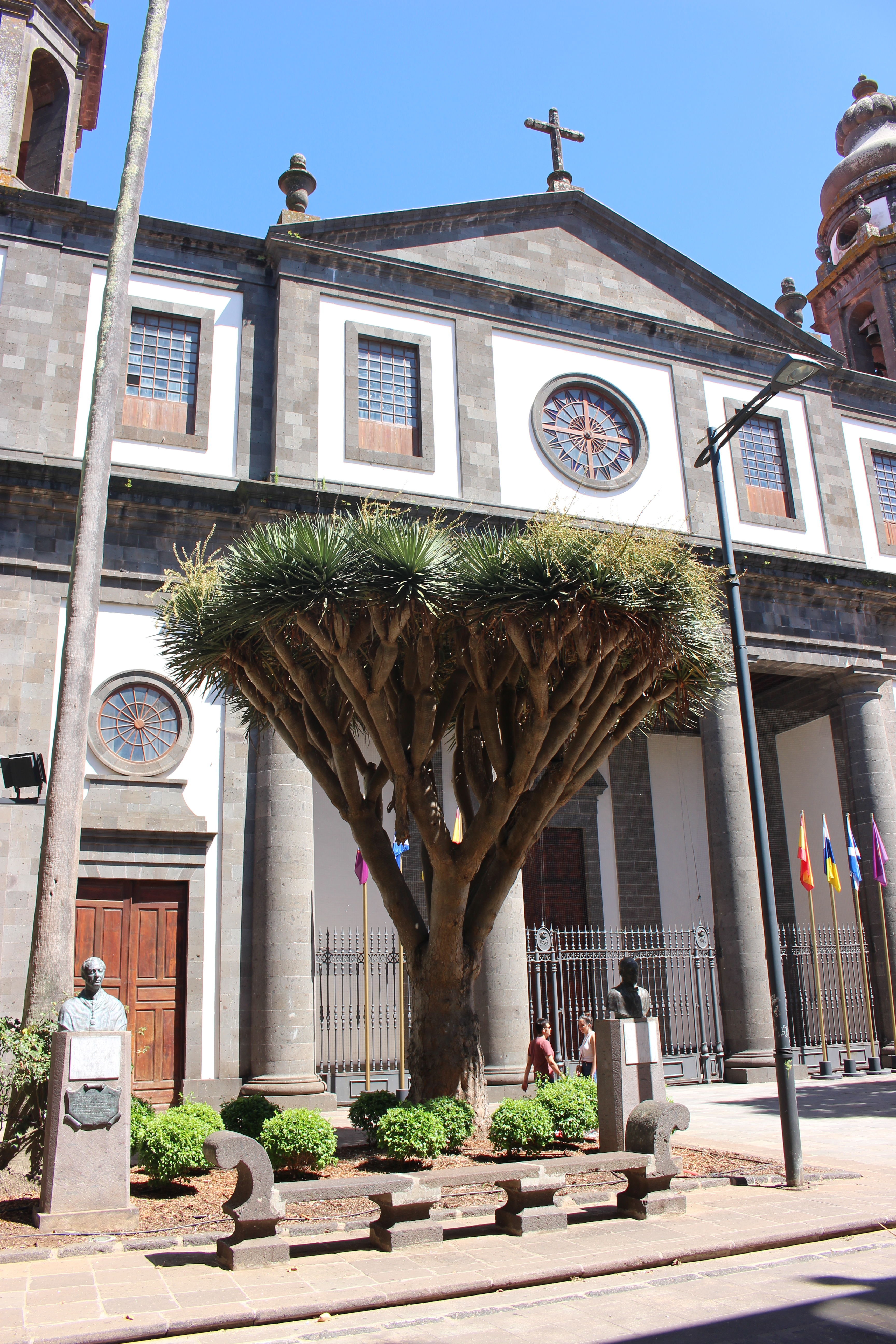
Catedral de San Cristóbal de La Laguna

A população crente do município de La Laguna professa principalmente a religião católica, estando distribuída em várias paróquias pertencentes aos arciprestes  de La Laguna, La Cuesta, Ofra (Hospital Universitario de Canarias), Taco e Tegueste da diocese de Tenerife.

### Espaços protegidos
La Laguna faz parte da área natural protegida do Parque Rural Anaga das Ilhas Canárias, de espaços naturais protegidos, ela contém a maior quantidade de endemismos por quilômetro quadrado da Europa, também sendo  declarado Reserva da biosfera pela Organização das Nações Unidas para a Educação, a Ciência e a Cultura em 2015, uma grande parte do parque pertence à La Laguna que também é incluída na Rede Natura 2000 como área de conservação especial, e uma para aves. O município também possui morro de utilidade públicas Las Mercedes,Mina e Yedra.

## História

### Etapa guanche

#### Antes do século XV
O local onde está a cidade atual é habitado desde a época dos povos guanches (os antigos habitantes nativos das ilhas Canárias) até a conquista do Reino de Castela. Segundo os vestígios arqueológicos encontrados no local os guanches se instalaram no local há cerca de 2.000 anos. Também se sabe que todo o vale de Aguere (onde a cidade está localizada) e especialmente o grande lago que estava neste lugar foi um lugar de Peregrinação para os aborígenes da ilha.

### Conquista Europeia e Colonização
San Cristóbal de La Laguna foi fundada na margem da antiga lagoa Aguere, assim como aconteceu em outras cidades, como por exemplo, a do México foi reconstruída quando a água secou e levou a cidade a crescer e se desenvolver. A cidade foi fundada entre 1496 e 1497 por Alonso Fernández de Lugo e foi a capital da ilha após a conclusão da conquista das demais ilhas. Em 1582 a cidade sofreu uma epidemia virulenta de Peste Negra que causou entre 5.000 e 9.000 mortes . Mais tarde a cidade também se tornou a capital de todas as ilhas Canárias . A Universidade de La Laguna foi fundada em 1.701 e é a mais antiga do arquipélago.

### Antigo Regime

#### Séculos XVII e XVIII
A Cidade foi se formando aos poucos, nos primeiros séculos, quando se estabeleceu a elite e a aristocracia da época, bem como o poder religioso. A cidade foi o berço do Iluminismo nas Ilhas Canárias. Houve o desmatamento ao redor do lago que causou a Erosão Pluvial, deslocando a terra para baixo, o que resultou no bloqueamento da maior parte da lagoa e a transformou em uma planície fértil que ficou conhecida como Veja Lagunera. Mais tarde a cidade também se tornou a capital de todas as ilhas Canárias.
O desenho da cidade, suas ruas e seus arredores, são elementos compartilhados com cidades coloniais na América e La Habana (província) em Cuba, Lima no Peru, Cartagena das Índias na Colômbia ou San Juan (Porto Rico) entre outros . Uma vez que o plano urbano da cidade de La Laguna foi o modelo para essas cidades na América Latina.
O declínio da população e economia no século XVIII levou à transferência da capital para Santa Cruz de Tenerife em 1723. Desde então, Santa Cruz foi a capital da ilha de Tenerife e a única capital das Canárias. Em 1927 a capital do arquipélago foi compartilhada com a cidade de Las Palmas de Gran Canaria.
O Aeroporto de Tenerife Norte em Los Rodeos foi inaugurado na década de 1930 e atualmente está se expandindo graças a companhias aéreas de baixo custo que o utilizam.

### Etapa Moderna: séculos XIX e XX
Ao longo dos anos a cidade acabou perdendo poder econômico e populacional em relação ao seu porto, o Porto de Santa Cruz de Tenerife, que no século XIX obteve-se, por Fernando VII de Espanha, a mudança da Capitania geral das Canárias e da Capital Insular de La Laguna para Santa Cruz, ao mesmo tempo em que outros municípios estavam segregando, sendo o primeiro deles a Villa de La Orotava. La Laguna pode-se manter à tona, graças ao fato de que o Bispado da Diocese de Naviraí já havia sido originado (anteriormente só existia a diocese das Ilhas Canárias, com sede em Las Palmas de Gran Canaria) e a Universidade de La Laguna (do colégio Agostinianos); instituições concedidas a La Laguna graças ao feito de Cristóbal Bencomo e Rodríguez, confessor de Fernando VII.
Quando as tropas de Napoleão Bonaparte cercaram Cádis em 1810, durante a Guerra da Independência Espanhola, as Cortes da cidade encaminharam uma mensagem às Ilhas Canárias mudando para a capital espanhola. Por meio desta mensagem, o Conselho Supremo das Ilhas Canárias reuniu-se aos Jardines de Nava, tendo como objetivo governar os territórios não ocupados pelos franceses ( ilhas Canárias, Baleares, Cartagena (Espanha), Galícia (Espanha) e colônias americanas, além das Filipinas e da Micronésia espanhola). Da mesma forma, em Las Palmas de Gran Canaria, foi definida uma organização semelhante, ou Conselho Permanente.
Como uma recordação disso, uma pequena praça na "Cidade Alta" leva o nome de Plaza de la Junta Suprema, e nela se encontra, desde 2006, um monólito que contém a inscrição "Fidel" (lat. "fiel"), até o seu desaparecimento em 2007, após a sua inscrição passar a ser "História Fiel e Ilustrativa" (o título oficial da cidade é 'Muito nobre, leal, fiel e de história ilustre Cidade de San Cristóbal de La Laguna'). Todavia, as tropas francesas não conquistaram Cádis e as Cortes retomaram seu trabalho como governo. Em 2007, a Câmara Municipal, governada por Ana Oramas (Coalizão das Ilhas Canárias), na sua campanha de pavimentação do Bairro Histórico da cidade, alterou o pavimento da Plaza de la Junta Suprema, eliminando o monólito em curso. No final das obras, o monólito foi restaurado ao seu local de origem.
A partir do momento em que a cidade perdeu o seu posto de capital, se iniciou um longo período de subdesenvolvimento em relação a Santa Cruz, até que em meados do século XX, iniciou-se um período de desenvolvimento urbano, principalmente nos bairros e sem impactar o centro histórico, que a readmitiu entre as principais cidades do arquipélago.
Aproximadamente em 1850, San Cristóbal de La Laguna absorveu os municípios até então independentes de Tejina, Punta del Hidalgo e Valle de Guerra. Em 1999, San Cristóbal de La Laguna foi declarada Património Mundial pela Organização das Nações Unidas para a Educação, a Ciência e a Cultura (UNESCO).

### Patrimônio da Humanidade
O centro histórico da cidade foi declarado Património da Humanidade em 2 de dezembro de 1999. A região é conhecida como a "Florença das Ilhas Canárias", pois possui grande número de igrejas e conventos, bem como edifícios históricos   em sua cidade antiga. A cidade teve importante participação em diferentes movimentos artísticos, culturais e religiosos, como a Semana Santa, que foram exportados para todo o Arquipélago das Canárias. Destaca-se sua influência junto ao Movimento Iluminista , o que favoreceu o surgimento de notáveis escultores, pintores e arquitetos, especialmente no período Barroco (séculos XVII-XVIII), que exerciam seu ofício na cidade.
Em 23 de janeiro de 2006, um incêndio destruiu o Palácio da família Salazar de Frías, que era a sede episcopal do bispado de Tenerife. Essa construção era do século XVII, ainda que não tenha sido a moradia do bispo até os finais do século XIX. Em 2009, ele foi completamente reconstruído.
Posteriormente, em 31 de janeiro de 2010 a Ordem do Santo Sepulcro de Jerusalém, que é formada pela seção dos Cavaleiros das Canárias e pela Arquidiocese de Sevilha, localizou sua sede para todas as ilhas Canárias na Igreja de Los Dolores de La Laguna. Nos dias atuais, a Ordem do Santo Sepulcro de Jerusalém, está estabelecida em mais de 48 países.
La Laguna, é também a sede do Instituto Superior de Teologia das Ilhas Canárias "Virgen de Candelaria".

### Objetivos de Desenvolvimento Sustentável (ODS)
Os ODS têm como objetivo principal acabar com: desigualdade, fome, miséria, construir um mundo melhor uma sociedade pacífica e protegendo assim os direitos humanos. São 17 objetivos e 169 metas.
No que diz respeito ao meio ambiente o objetivo é proteger o planeta por meio de consumo e produção sustentável, desta forma, conservando o planeta e prevendo futuras catástrofes naturais devido às ações humanas. San Cristóbal de La Laguna possui inúmeras belezas naturais. Todo poder público está empenhado em preservar o local, principalmente no quesito de gestão sustentável de água e saneamento básico para todos.

## Símbolos

### Logotipo
Desde a declaração da cidade como um Patrimônio da Humanidade a Câmara Municipal utiliza um logotipo com as cores roxo e branco, que são as cores tradicionais da cidade e inspirado na rosa-dos-ventos. Antes, outro logotipo, com as mesmas cores foi utilizado como uma referência ao quinto Centenário da Fundação da Cidade. Segundo a história Alonso Fernández de Lugo traçou as primeiras ruas da cidade.

### Escudo
A cidade possui um escudo heráldico concedido pela Rainha Juana de Castilla pelo Decreto Real de 23 de março de 1510 à então capital da ilha, razão pela qual o escudo da ilha coincide com o da cidade.
A organização do escudo é: "De ouro, uma Ilha de Sinopla somada a um vulcão na sua cor cuspindo fogo, tudo sobre ondas de azul e prata, possuindo um castelo vermelho fogo à esquerda e um leão da mesma cor, sobrevoando acima o Arcanjo São Miguel em cor azul, carregando uma lança em uma das mãos e um escudo na outra". Apresenta uma borda vermelho fogo com a seguinte legenda: "Michael Archangele Veni em Adjutorium Populo Dei Tenerife Me Fecit", em letras douradas. "O sino, abra a coroa real.".
O vulcão simboliza a ilha de Tenerife; o castelo e o leão à Coroa de Castela à qual a ilha foi incorporada após a conquista; o arcanjo San Miguel faz menção a evangelização da ilha sob sua dedicação. A lenda significa: "O Arcanjo Miguel veio em auxílio do povo de Deus. Tenerife me fez."

### Bandeira
Há algum tempo o conselho municipal utiliza, não oficialmente, uma bandeira roxa com o escudo heráldico no centro.

## Cultura e lazer

### Patrimônio cultural
O Centro Histórico da cidade foi declarado patrimônio Cultural da Humanidade em dezembro de 1999, em Marrakech (Marrocos). Esta declaração é resultado de, em grande parte, à sua formação como primeira cidade de paz sem muralhas e o fato de conservar os seus traços originais do século XV. 

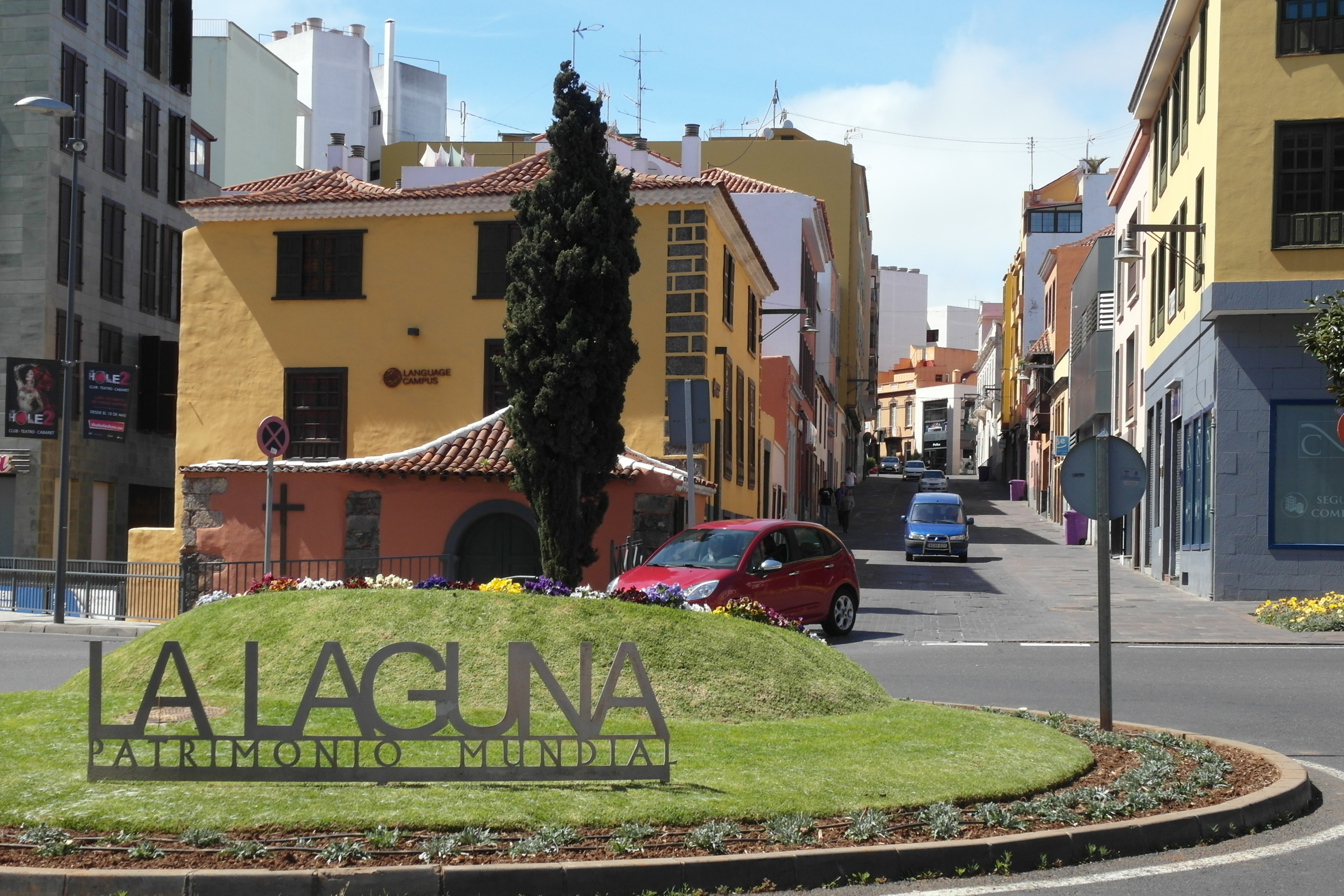
Patrimônio Mundial/Cultural

A conformação da cidade, suas ruas, suas cores e sua atmosfera são elementos que compartilham com as cidades coloniais do continente americano.
La Laguna é frequentemente chamada de “Florença das Ilhas Canárias”, o que se deve ao grande número de igrejas e conventos que possui, além de sua cidade velha e seus edifícios históricos.
Também devido ao fato de que La Laguna foi o berço ou sede de diferentes movimentos artísticos e culturais, posteriormente exportados para o resto do Arquipélago Canário, especialmente no contexto religioso, como na Semana Santa ou por ter sido o berço do movimento iluminista na ilha . Isso favoreceu o surgimento, principalmente, no Período Barroco (séculos XVII-XVIII), de notáveis escultores, pintores e arquitetos que exerciam seu comércio na cidade e às vezes exportavam suas obras para o resto do arquipélago.

#### Patrimônio cinematográfico
Como patrimônio cinematográfico deve-se destacar que em La Laguna, no início da década de 1920 (século XX), José González Rivero criou a produtora Rivero Film, passando a filmar documentários e telejornais locais. Em 1926 rodou o primeiro longa-metragem canarino, associado a Romualdo García de Paredes. O filme intitulado "O Ladrão de Luvas Brancas" estreou no Teatro Leal em 6 de setembro de 1926. Foi rodado nos municípios de Tenerife, especialmente em La Laguna e Santa Cruz. É um filme mudo que pode ser acompanhado por música de piano.[carece de fontes?]

#### Instalações Culturais
Teatro Leal, de 1.915.
Edifício Central, Universidade de La Laguna.

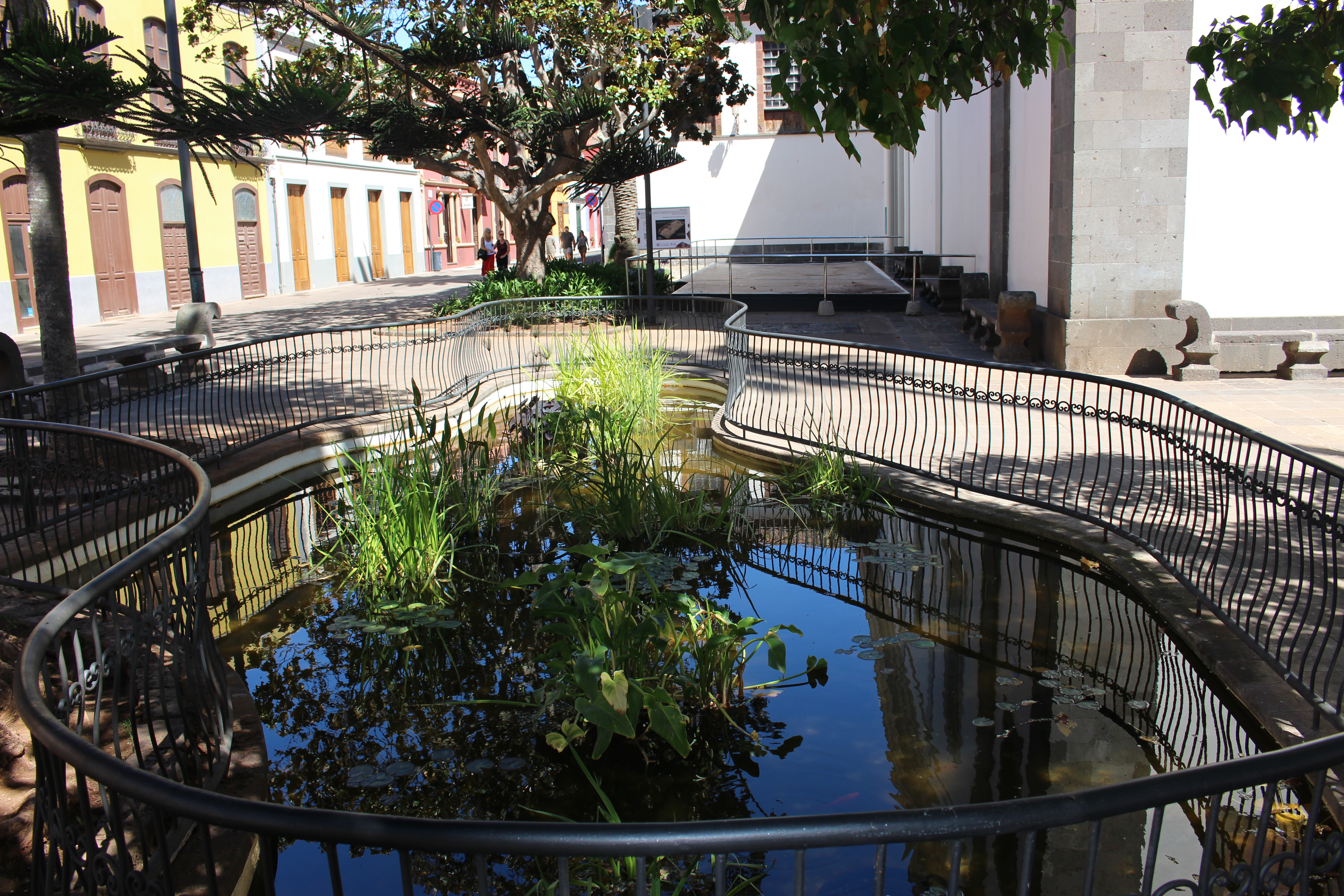

O Centro Histórico da cidade abriga o Teatro Leal, um prédio eclético que abriga as principais apresentações culturais. Abriga também o auditório da Universidade de La Laguna e o auditório do IES La Laboral. Vale a pena mencionar que a intervenção nas ruínas e arredores da Igreja de San Agustín está prevista para criar um espaço multicultural também no centro histórico. No entanto, a cidade possui grandes áreas cênicas fechadas ou em reforma. É o caso do Cine Coliseo e do Multicines Aguere. O município, fora no centro da cidade, também possuía vários cinemas, auditórios e museus de arte.
O município acolhe a maioria dos museus da ilha: o Museu de História de Tenerife ou a Casa Lercaro, na própria cidade; o Museu da Ciência e do Cosmos junto à sede do Instituto de Astrofísica de Canárias, no Barrio Nuevo; e o Museu de Antropologia de Tenerife ou Casa de Carta, no Valle de Guerra.
Além disso, na cidade existem instituições culturais como o Ateneo de La Laguna, o Orfeón La Paz, o Casino de La Laguna e a Tertulia de Nava. Esta seção destaca também a sede da Academia Canária de Línguas, localizada no Instituto Canárias Cabrera Pinto, bem como da Bicentenária Sociedade Econômica Real dos Amigos do País de Tenerife, localizada na Casa dos Jesuítas na rua San Agustín. Há uma grande variedade de galerias de arte e vários salões de exposição, embora não sejam públicos.
Por sua vez, a cidade de San Cristóbal de La Laguna é a sede mundial do Centro Internacional para a Conservação do Patrimônio, que tem suas instalações na Casa dos Capitães Gerais.

#### Festividades
No município são celebradas diversas celebrações. Os principais são:
- Santísimo Cristo de La Laguna: 14 de setembro. Com a procissão da imagem do Santo Cristo nas ruas.
- Romeria de San Benito Abad: 2º domingo de julho. É a romeria mais representativa das ilhas Canárias, em que os grupos vêm de todos os cantos do arquipélago.
- Corpus Christi: 60 dias após o Domingo de Páscoa.
- Semana Santa: 40 dias após a Quaresma. É a celebração da Semana Santa o maior e mais importante nas Ilhas Canárias.
- Eventos culturais  Quanto aos festivais, pode-se citar entre outros o Campus Rock, originalmente um festival universitário de música, hoje totalmente desvinculado da Universidade (a ponto de ter sido realizado em outros conselhos com o mesmo nome). Por outro lado, o Festival de Cinema Histórico, que se realizava nos Aguere Multicines, ficou sem subsídios financeiros da Câmara Municipal e, portanto, não se comemorou em 2007 o que teria sido a sua terceira edição.  Hoje se destaca o Concurso Internacional de Tunas Ciudad de La Laguna, que acontece anualmente desde 2006 e está classificado como um dos melhores neste tipo de evento. Organizado pelo Distrito do Atum da Universidade de La Laguna (Distrito do Atum da Universidade de La Laguna), a Câmara Municipal de San Cristóbal de La Laguna e a própria Universidade de La Laguna.

#### Costumes
A área do município de Punta Del Hidalgo é o berço do grupo folclórico Los Sabandeños. La Laguna mantém cadastrados mais de cinquenta grupos nos bairros e localidades do município.
Em outros pontos do município realizam-se outras festas como La Librea de Valle de Guerra ou Los Corazones de Tejina. Também destaca-se  a Romería de Las Mercedes durante o mês de maio e o Festival Internacional de Tunas Ciudad de La Laguna, a cada primavera.

#### Patrono da cidade
O patronato da cidade de San Cristóbal de La Laguna é dividido entre vários santos e devoções. Tamanha é a proliferação desses cultos patronais que existe uma expressão popular de que "La Laguna tem mais patronos que Sevilha".
San Cristóbal de Lícia dá o nome à cidade e ao município por ter sido fundado em datas próximas à festa desta santa, por isso é a padroeira da cidade, e a Virgen de los Remedios (invocação a que é consagrada Igreja da Santa Sé) é a padroeira, cuja festa é celebrada a 8 de setembro. A Virgen de Los Remedios é também a padroeira da Diocese de San Cristóbal de La Laguna e da ilha de Tenerife.
Por outro lado, os compatriotas da catedral e da diocese são: San Fernando Rey  e Santa Isabel de Portugal, São João Batista, em agradecimento por ter libertado a cidade de uma praga de peste que assolou a ilha  e a Imaculada Conceição, que também tem o título de Protetora Perpétua da cidade. San Miguel Arcanjo, a quem Adelantado Alonso Fernández de Lugo tinha grande devoção, também é considerado um compatriota da cidade e patrono da Câmara Municipal de San Cristóbal de La Laguna, além de ser também patrono da ilha de Tenerife. Sua imagem se reflete no brasão de armas da cidade e da ilha.
É importante destacar a presença de outro santo importante para a cidade, São José de Anchieta, que apesar de não ser oficialmente patrono da cidade é o primeiro e único santo canonizado nascido em La Laguna. Anchieta foi missionário no Brasil e foi o fundador de São Paulo e um dos fundadores do Rio de Janeiro. Sua festa, todos os dias 9 de junho, é muito apreciada pelo bispado. Porém, a imagem mais venerada e famosa de La Laguna é o Santísimo Cristo de La Laguna.

### Lazer
A área de animação noturna da cidade, entre as ruas Heraclio Sánchez e Antonio González. Esta área universitária, chamada El Cuadrilátero, onde existem mais de uma centena de bares e pubs que animam a noite. A chamada "garrafa" também é praticada nesta área. Também há na área de Las Chumberas, com o centro de lazer Las Palmeras onde, além de bares e restaurantes, encontramos um parque comercial e de lazer com lojas, cinemas multiplex e grandes centros comerciais. Na área de Guamasa, perto do aeroporto, tem discotecas e restaurantes muito procurados. No centro histórico destacam-se as tabernas onde se pode saborear deliciosos queijos das Canárias e vinhos locais.

#### Esporte
No esporte, La Laguna é a casa do Canárias Basketball Club de 1939 e do Aguere Volleyball Club. Além disso, em seu município existem, entre outras instalações esportivas, o pavilhão de basquete Santiago Martín, o centro esportivo Juan Ríos Tejera e o Estádio Municipal Francisco Peraza.

#### Visita da Virgem da Candelária
A cada quatorze anos celebra-se a transferência ou visita da imagem da Virgem da Candelária, padroeira das Canárias, de Villa Mariana de Candelária a esta cidade, alternando a cada sete anos, entre La Laguna e Santa Cruz de Tenerife. A imagem da Virgem costuma ficar duas semanas na cidade, durante as quais são realizadas diversas atividades religiosas. Neste traslado é costume que a Virgem da Candelária se encontre com o Cristo da Laguna, antes de deixar a cidade e iniciar seu caminho de volta à Candelária.
É uma grande peregrinação mariana que com o tempo se tornou uma tradição e um dos eventos religiosos mais importantes para La Laguna. A última transferência para esta cidade ocorreu em outubro de 2.018. Virgem da Candelária detém o título de Prefeita Honorária e Perpétua de San Cristóbal de La Laguna, bem como o mesmo acontece com os restantes municípios da Ilha de Tenerife.

#### Atrações
- Catedral de San Cristóbal de La Laguna: com uma bela capa neoclássica (1819).
- Iglesia de la Concepción: foi a primeira igreja paroquial a ser construída na ilha de Tenerife.
- Plaza del Adelantado: a praça principal da cidade rodeada por muitos edifícios interessantes.
- Real Santuario del Santísimo Cristo de La Laguna: é um dos templos mais importantes da cidade e da ilha, visto que no seu interior se encontra a venerada imagem de Cristo, muito apreciada no arquipélago.
- Casa Anchieta: é a casa natal de São José de Anchieta, considerado pela Igreja Católica como o Apóstolo do Brasil.
- Palácio Salazar: é o palácio da Família Salazar de Frías, atualmente funciona como palácio episcopal da Diocese de Tenerife. No interior do edifício destaca-se a Capela Episcopal, fruto do trabalho de um grupo internacional e ecuménico liderado pelo jesuíta esloveno Marko Ivan Rupnik com um mosaico neobizantino que representa o mistério do Pentecostes.
- Palácio de Nava: é um exemplo da arquitetura canária que combina elementos barrocos, neoclássicos e maneiristas.
- Igreja de Santo Domingo de Guzmán: é uma das igrejas mais antigas da cidade, nela está o túmulo do famoso corsário Amaro Pargo.
- Museu de História de Tenerife: museu que apresenta a história da ilha desde o século XV até aos dias de hoje. O museu também é famoso pelas supostas aparições do fantasma de Catalina Lercaro, uma jovem do século XVI que se suicidou.
- Farol de Punta del Hidalgo: foi construído em 1994, com o formato de secção troncopiramidal irregular, foi concebido como proa de barco, antena extraterrestre ou trompetas de órgão, tem 52 metros de fachada e foi desenhado pelo engenheiro Ramiro Rodríguez Borlado.

## Política e governo

### Subdivisões

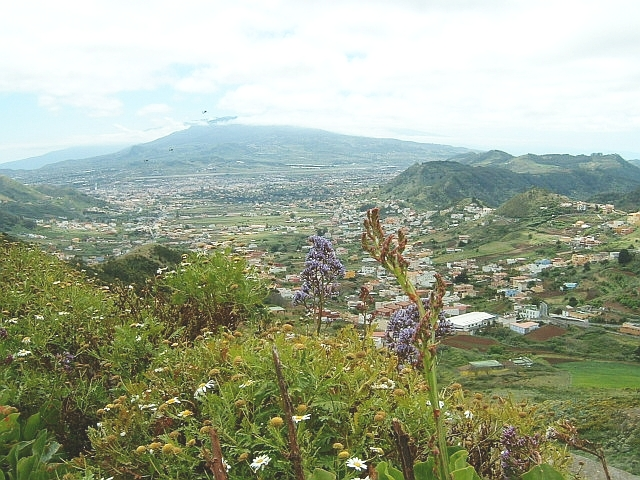
La Laguna

- La Verdellada
- Viña Nava
- El Coromoto
- San Benito
- El Bronco
- La Cuesta
- Taco
- Tejina

- Valle Guerra
- Bajamar
- Punta del Hidalgo
- Genetos
- Los Baldios
- Guamasa
- Ortigal
- Las Mercedes
- Batan
- Carboneras

### Cidades geminadas
- Cartagena das Índias, Colômbia
- Salta, Argentina
- Miami, Estados Unidos
- São Paulo, Brasil
- Telde, Espanha
- Baler, Filipinas

## Infraestrutura
O Aeroporto de Tenerife Norte está localizado no município de San Cristóbal de La Laguna.

## Personalidades

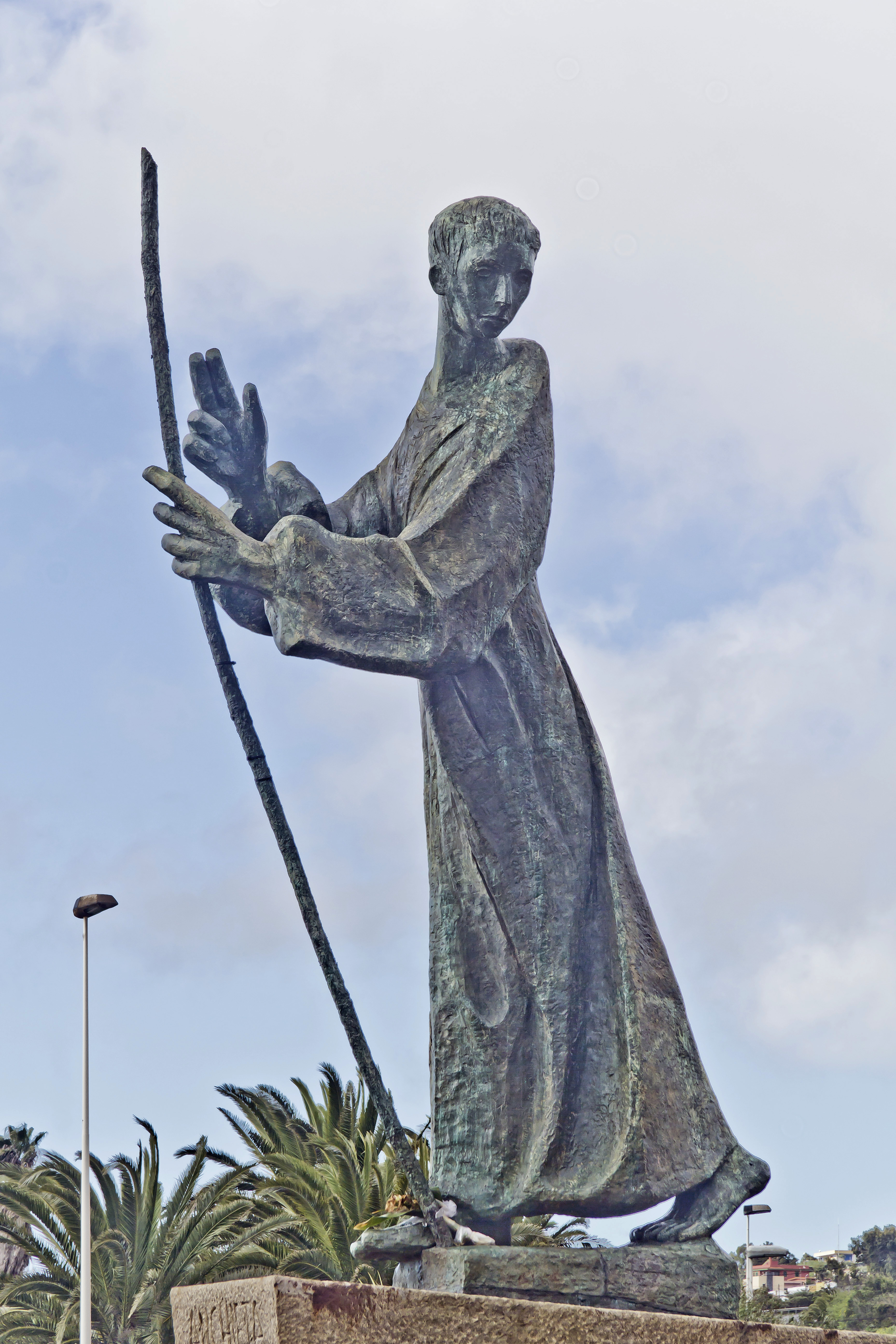
Monumento ao Padre José de Anchieta em San Cristóbal de La Laguna.

- São José de Anchieta, fundador da cidade de São Paulo (19 de março de 1534 - 9 de junho de 1597, na aldeia de Reritiba - atual município de Anchieta, ES)
- Juan Núñez de la Peña, historiador (1614-1721)
- Amaro Pargo, corsário e comerciante (1678-1747)
- Juan Domingo de Monteverde, militar (1773-1832)
- Mercedes Pinto, escritora e jornalista (1883-1976)
- Oscar Domínguez, pintor surrealista (9 de janeiro de 1906 — 31 de dezembro de 1957, em Paris).
- Carlos Piernavieja, atleta e jornalista (1918-1989)
- Pedro González, pintor (1927-)
- Alberto de Armas García, médico, político e embaixador espanhol na Venezuela (1930-1993)
- Sergio Rodríguez Gómez, jogador de basquete (1986-)
- Ana Guerra, cantora. Ele ganhou fama por ser um concorrente do famoso programa de televisão Operación Triunfo 2017 (1994-)